# Corbion (Bouillon)
Corbion (wa. Corbiyon-dlé-Bouyon, Côrbion) – dzielnica (section) miasta Bouillon w Belgii, w Regionie Walońskim, w prowincji Luksemburg, w okręgu Neufchâteau. 1 stycznia 2020 roku liczyła 590 mieszkańców. Do 31 grudnia 1976 r. samodzielna gmina. 

## Demografia
Liczba mieszkańców, stan na 1 stycznia:
| Rok                | 1930 | 1947 | 1961 | 2020 |
| ------------------ | ---- | ---- | ---- | ---- |
| Liczba mieszkańców | 810  | 805  | 748  | 590  |